# پیست اسکی شیرباد

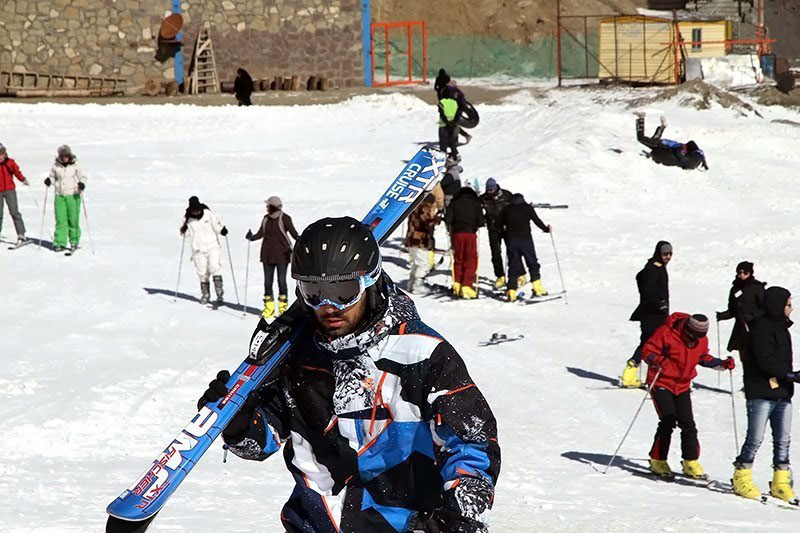
پیست اسکی شیرباد در فصل زمستان

پیست اسکی شیرباد در شهرستان گلبهار، استان خراسان رضوی واقع است. از پیست اسکی شیرباد تا روستای دولت‌آباد، ۱۸ کیلومتر و از دولت‌آباد تا مشهد حدود ۲۰ کیلومتر در بزرگراه مشهد به گلبهار راه است. مسیر این پیست از دولت‌آباد تا پیست، مسیری کوهستانی و شوسه است.
پیست شیرباد در دامنه قله شیرباد، بلندترین قلهٔ استان پیشین خراسان با ارتفاع ۳۳۱۰ متر، در رشته‌کوه بینالود بنا شده و در بیشتر ماه‌های سال، برف‌گیر می‌باشد. پیست شیرباد دارای بیش از یک کیلومتر مسیر ویژهٔ اسکی و اسنوبردسواری است. ارتفاع مسیر اسکی، ۳۰۰۰ تا ۳۲۰۰ متر از سطح دریاست.
مساحت این مجموعه، ۵۰ هکتار است. پیست شیربا، اولین و تنها پیست اسکی شرق ایران، در دی ۱۳۹۱ افتتاح شده‌است.
تله اسکی به طول ۹۰۰ متر علاقه‌مندان را تا ارتفاعات بالا می‌برد. ساختمان سه طبقه‌ای به منظور استقرار امکانات و تجهیزات لازم و همچنین راه‌اندازی یک رستوران و کافی شاپ و چندین سوئیت به منظور اقامت علاقه‌مندان در این محل در نظر گرفته شده‌است.
مسیر دسترسی به پیست، به‌ویژه در قسمت روستای دولت‌آباد تا پیست شیرباد، راهی برف‌خیز و کوهستانی دارد و به علاقمندان به اسکی توصیه شده که با خودروهای دو دیفرانسیل و در صورت تک دیفرانسیل بودن خودرو حتماً با بستن زنجیر چرخ به این پیست مراجعه کنند.

## امکانات
- یک دستگاه تله اسکی
- پیست شب
- رستوران و کافی شاپ
- سوئیت‌های اقامتی و خوابگاه